# Jama Masjid de Fatehpur Sikri
 (août 2021).
La mise en forme du texte ne suit pas les recommandations de Wikipédia : il faut le « wikifier ».
Les points d'amélioration suivants sont les cas les plus fréquents. Le détail des points à revoir est peut-être précisé sur la page de discussion.
- Les titres sont pré-formatés par le logiciel. Ils ne sont ni en capitales, ni en gras.
- Le texte ne doit pas être écrit en capitales (les noms de famille non plus), ni en gras, ni en italique, ni en « petit »…
- Le gras n'est utilisé que pour surligner le titre de l'article dans l'introduction, une seule fois.
- L'italique est rarement utilisé : mots en langue étrangère, titres d'œuvres, noms de bateaux, etc.
- Les citations ne sont pas en italique mais en corps de texte normal. Elles sont entourées par des guillemets français : « et ».
- Les listes à puces sont à éviter, des paragraphes rédigés étant largement préférés. Les tableaux sont à réserver à la présentation de données structurées (résultats, etc.).
- Les appels de note de bas de page (petits chiffres en exposant, introduits par l'outil «  Source ») sont à placer entre la fin de phrase et le point final[comme ça].
- Les liens internes (vers d'autres articles de Wikipédia) sont à choisir avec parcimonie. Créez des liens vers des articles approfondissant le sujet. Les termes génériques sans rapport avec le sujet sont à éviter, ainsi que les répétitions de liens vers un même terme.
- Les liens externes sont à placer uniquement dans une section « Liens externes », à la fin de l'article. Ces liens sont à choisir avec parcimonie suivant les règles définies. Si un lien sert de source à l'article, son insertion dans le texte est à faire par les notes de bas de page.
- La présentation des références doit suivre les conventions bibliographiques. Il est recommandé d'utiliser les modèles {{Ouvrage}}, {{Chapitre}}, {{Article}}, {{Lien web}} et/ou {{Bibliographie}}. Le mode d'édition visuel peut mettre en forme automatiquement les références.
- Insérer une infobox (cadre d'informations à droite) n'est pas obligatoire pour parachever la mise en page.

Pour une aide détaillée, merci de consulter Aide:Wikification.
Si vous pensez que ces points ont été résolus, vous pouvez retirer ce bandeau et améliorer la mise en forme d'un autre article.
La Jama Masjid est une mosquée du vendredi datant du XVIe siècle, située sur le site du patrimoine mondial de l'UNESCO de Fatehpur-Sikri dans l'Uttar Pradesh, en Inde. Construite par l'empereur moghol Akbar, c'est l'une des plus grandes mosquées d'Inde. C'est le lieu de pèlerinage le plus prisé des fidèles. C'est également l'une des destinations touristiques les plus visitées du district d'Agra. Certaines des conceptions de la mosquée reflètent l'architecture iranienne.

## Histoire
Akbar a commandé la Jama Masjid dans le cadre de sa nouvelle capitale Fatehpur Sikri. La structure a été l'un des premiers sites construits dans la ville et a été achevée entre 1571 et 1574, selon des inscriptions,. La mosquée était en l'honneur du soufi Cheikh Salim Chishti, le conseiller spirituel d'Akbar. Il était également destiné à servir de khanqah (école monastique) pour les descendants du cheikh. En son temps, le monument a été vanté par divers auteurs et voyageurs pour sa beauté et sa grandeur.
La mosquée a joué un rôle dans les conceptions religieuses d'Akbar. En 1579, il délivra la khutba pour une prière collective à laquelle assistaient les habitants de Fatehpur Sikri. Alors que certains de ses ancêtres l'avaient fait, la lecture de la khutbah était généralement réservée aux chefs religieux (comme un imam) et était donc perçue par les oulémas comme radicale. Akbar a également rejoint la population dans leur prière, et a même été vu en train de balayer les sols de la mosquée,. Kavuri-Bauer soutient que toutes ces actions étaient des mouvements conscients de la part d'Akbar, en utilisant la mosquée pour se présenter comme un souverain divin plutôt qu'un dirigeant régulier.
La Jama Masjid de Fatehpur Sikri est restée un « symbole de l'héritage et de la fierté mogholes » après le règne d'Akbar. La mosquée a été fortement admirée par le fils et successeur d'Akbar, Jahângîr, qui l'a qualifiée d'une des plus grandes réalisations architecturales de son père. Jahangir a longuement discuté du complexe de la mosquée avec son fils Khurram lors d'un séjour à Fatehpur Sikri en 1619'. Khurram est devenu l'empereur moghol Shâh Jahân et a cité cette mosquée comme modèle pour sa propre Jama Masjid à Delhi.

## Architecture

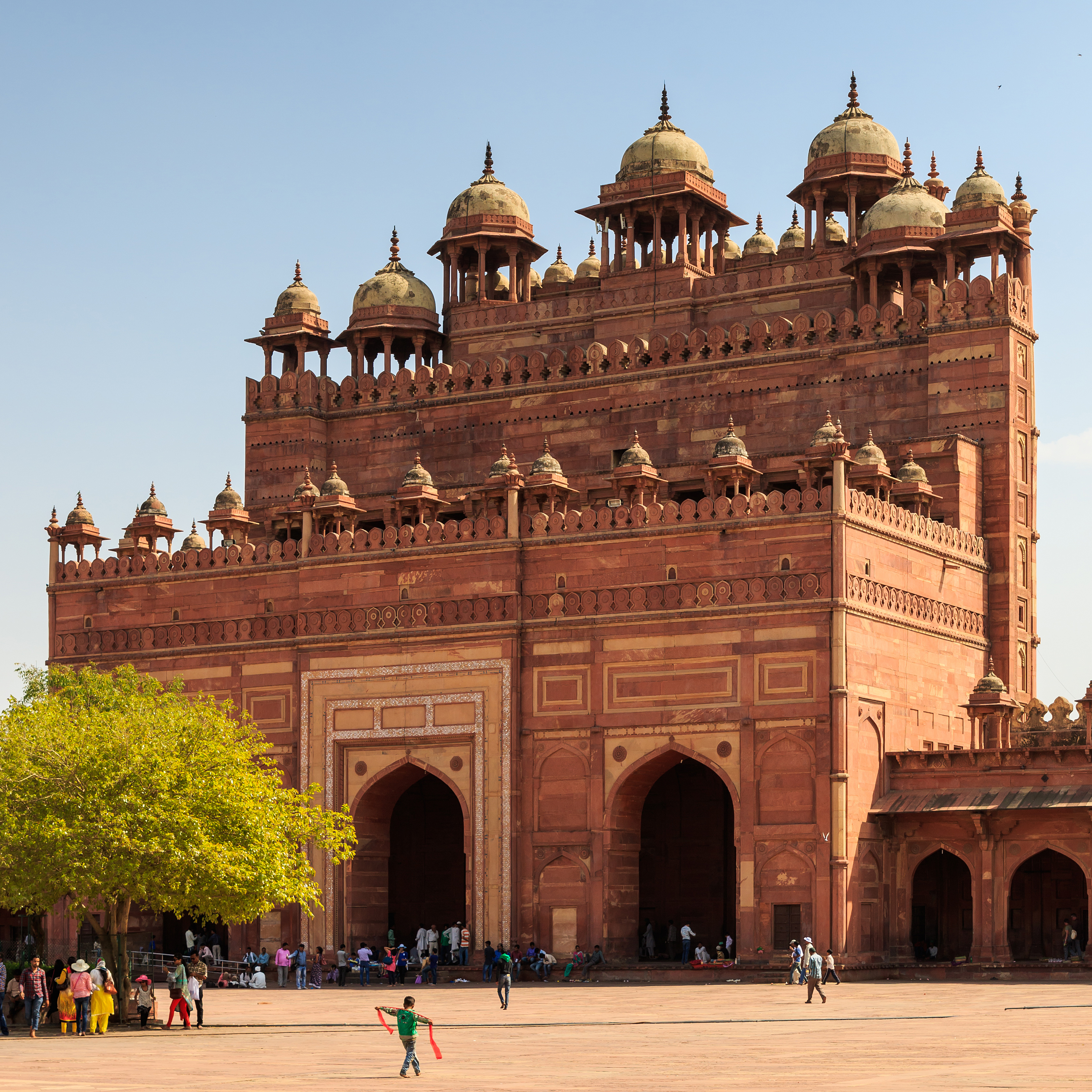
Porte Buland de la Jama Masjid

La Jama Masjid est située sur le point culminant de la crête rocheuse sur laquelle se trouve le site de Fatehpur Sikri. Elle est placée sur un socle surélevé, construit afin de fournir une surface plane. Le complexe de la mosquée est entouré de murs d'enceinte. Juste à l'extérieur du mur sud se trouve un grand bâoli (puits octogonal). Semblable au reste de Fatehpur Sikri, la mosquée est faite de grès rouge extrait localement. Il utilise également du grès jaune, du marbre et de l'ardoise pour la décoration et présente des calligraphies persanes et arabes.
Au moment de sa construction, la mosquée était la plus grande de l'Inde moghole. Elle représente une fusion d'architecture islamique, hindoue et jaïne, avec une influence gujarati marquée. Asher affirme que la mosquée tire des éléments de la Jama Masjid à Mandu et de la Jama Masjid à Chanderi, deux structures pré-mogholes. Alfieri voit aussi une inspiration des Jama Masjid pré-Mogholes, mais cite plutôt ceux à Atala et Champaner.

### Portes
Le complexe de la mosquée est accessible par trois portes. La porte orientale, connue sous le nom de Badshahi Darwaza (porte impériale), était utilisée par Akbar pour accéder à la mosquée. Elle est décorée à l'aide de mosaïques découpées. Les portes nord et sud peuvent se ressembler historiquement - cependant, en 1573, la porte sud a été reconstruite par Akbar sous le nom de Buland Darwaza (Haute Porte) pour célébrer le succès de sa campagne militaire au Gujarat. C'est la porte la plus importante et un monument en soi, avec des couloirs et des pièces sur ses nombreux étages. Asher dit qu'il est plus probable que la porte ait été construite pour souligner la relation d'Akbar avec l'Ordre soufi Chishti.

### Cour
Le sahn (cour) mesure 165 m sur 130 m. Un réservoir d'ablution (wodzu) se trouve en son centre. Les côtés nord, sud et est de la cour sont bordés de dalans (arcades). Celles-ci sont ombragées par un chhajja (avant-toit) continu et en saillie soutenu par des encorbellements. Des chhatris surmontent les parapets de ces arcades. La travée intérieure des arcades est divisée en hujra (cellules), probablement utilisées comme dortoirs pour les fidèles.
Vers le côté nord de la cour se trouvent le tombeau de Salim Chishti et le tombeau d'Islam Khan. Le premier contraste avec le grès rouge du complexe de Jama Masjid par l'utilisation massive du marbre blanc de Makrana. Des réservoirs d'eau souterrains se trouvent sous la cour.

### Salle de prière
La salle de prière rectangulaire (de 89 m sur 20 m) se trouve à l'extrémité ouest de la cour, face à La Mecque dans le respect de la tradition islamique. Sa façade est dominée par un grand pishtaq, qui contient trois entrées voûtées. Trois coupoles s'élèvent du toit, correspondant aux trois travées qui divisent la salle. La travée centrale est carrée et richement décorée, avec des incrustations de marbre géométriques ainsi que des peintures florales polychromes. Son mur occidental porte des mihrabs ornés (niches de prière), bordés de mosaïques et de carreaux en céramique vernissées. Les deux travées latérales sont des salles à colonnades, chacune contenant une chambre carrée. Ces salles contiennent leurs propres mihrabs décorés et sont soutenues par des piliers de style hindou. Aux extrémités de la salle de prière se trouvent des zenanas (galeries de femmes).